# 김난주
김난주(金蘭周, 1958년~)는 일본 문학 번역가이다. 같은 일본 문학 번역가인 양억관과 부부사이이다. 경희대학교 국어국문학과를 졸업하였으며, 동 대학교에서 국어국문학 석사 학위를, 쇼와 여자대학 대학원에서 일본 근대문학 석사 학위를 취득하였다. 무라카미 하루키, 요시모토 바나나, 에쿠니 가오리의 소설들을 주로 번역하였다.

## 저작
- 가네시로 가즈키 작품(북폴리오)
  - GO(북폴리오)
  - 레벌루션 No.3

- 오쿠다 히데오 작품
  - 우리 집 문제(재인)
  - 야구를 부탁해(재인)

- 마루야마 겐지 작품
  - 세계폭주(바다출판사)
  - 소설가의 각오(문학동네)
  - 아직 오지 않은 소설가에게(바다출판사)
  - 나는 길들지 않는다(바다출판사)
  - 천 년 동안에(문학동네)
  - 천 일의 유리(문학동네)

- 무라카미 하루키 작품(문학동네)
  - 밸런타인데이의 무말랭이
  - 빵가게를 습격하다(문학사상사)
  - 세일러복을 입은 연필
  - 태엽 감는 새 연대기
  - 코끼리 공장의 해피엔드
  - 쿨하고 와일드한 백일몽
  - 포트레이트 인 재즈
  - 해 뜨는 나라의 공장
  - TV 피플(북스토리)

- 요시모토 바나나 작품(민음사)
  - 그녀에 대하여
  - 꿈꾸는 하와이
  - 데이지의 인생
  - 도토리 자매
  - 막다른 골목의 추억
  - 매일이, 여행
  - 무지개
  - 바나나 키친
  - 바다의 뚜껑
  - 불륜과 남미
  - 스위트 히어애프터
  - 슬픈 예감
  - 아르헨티나 할머니
  - 암리타
  - 어른이 된다는 건
  - 왕국
  - 하얀 강 밤배
  - 허니문
  - 주주
  - 하드보일드 하드 럭
  - 하치의 마지막 연인
  - 사우스포인트의 연인
  - 서커스 나이트
  - 키친
  - 티티새
  - N.P

- 오가와 요코 작품
  - 박사가 사랑한 수식(현대문학)

- 에쿠니 가오리 작품(소담출판사)
  - 낙하하는 저녁
  - 냉정과 열정사이 Rosso
  - 등 뒤의 기억
  - 몬테로소의 분홍 벽
  - 몸은 모든 것을 알고 있다
  - 반짝반짝 빛나는
  - 부드러운 양상추
  - 수박 향기
  - 우는 어른
  - 울 준비는 되어 있다
  - 울지 않는 아이
  - 장미 비파 레몬
  - 저물 듯 저물지 않는
  - 제비꽃 설탕 절임
  - 좌안
  - 즐겁게 살자, 고민하지 말고
  - 차가운 밤에
  - 취하기에 부족하지 않은
  - 하느님의 보트

- 히가시노 게이고 작품(재인)
  - 가면산장 살인사건
  - 기도의 막이 내릴 때
  - 기린의 날개
  - 다잉 아이
  - 무지개를 연주하는 소년
  - 백야행
  - 뻐꾸기 알은 누구의 것인가
  - 살인 현장은 구름 위
  - 성녀의 구제
  - 시노부 선생님, 안녕
  - 신참자
  - 십자 저택의 피에로
  - 오사카 소년 탐정단
  - 인어가 잠든 집
  - 천공의 벌
  - 패럴렐 월드 러브 스토리
  - 학생가의 살인

- 겐지모노가타리(무라사키 시키부, 김유천 감수, 한길사
- 목숨을 팝니다(미시마 유키오, 예문아카이브)
- 생각의 궤적(시오노 나나미, 한길사)
- 인스톨(와타야 리사, 북폴리오)
- 치료탑 행성(오에 겐자부로, 에디토리얼)

## 수상 내역
- 2011년: 제24회 경희문학상